# Katie Parker
Katie Parker (Virgínia, 05 de Janeiro de 1986) é uma atriz americana conhecida principalmente por sua interpretação de Callie no filme Absentia, Poppy Hill na série The Haunting of Hill House e Perdita Willoughby em The Haunting of Bly Manor.   

## Carreira
Parker começou sua carreira com uma pequena aparição na série The Young and the Restless em 2008.
Em 2011, ela estreou como Callie no filme Absentia, dirigido por Mike Flanagan. Nesse mesmo ano, ela participou da série The Therapist como Amber McGowan e integrou o elenco do filme The Family, no papel de Ruby.
Mais tarde, em 2013, ela estrelou This Is Ellen, um curta-metragem de John Salcido e teve um papel no filme Oculus, escrito e dirigido por Mike Flanagan, como Annie.  
Em 2014, Parker participou de vários filme curtos, L'agonie Pardonné de Tori Pope, The Tokyo Princess dirigido por Travis Greene e Daryl Perle, Tribute de John Salcido e Entity por Michael May. Nesse mesmo ano, ela teve duas aparições na série Masters of Sex, interpretando Bernadette.
Em 2015, ela apareceu no episódio Rock-a-Bye-Baby da série de televisão NCIS: New Orleans, bem como no episódio Kali série Halt and Catch Fire. Nesse mesmo ano, participou de alguns curtas como Sleepwalker, escrito e dirigido por Clavin Weaber; Convencional, escrito, dirigido e estrelado por Karen Gillan; Woke Up Famous de Giles Clarke e Move Me dirigido por Gabe Crate. 
Em 2016, ela apareceu em dois capítulos da série de televisão Rizzoli & Isles. Nesse mesmo ano participou do filme The Binding, dirigido por Gus Krieger, e do filme de ação The Last Alleycat, dirigido por Greg Runnels e Mark Runnels. Ela também participou dos curtas-metragens The Gate dirigidos por Kellie Madison, What's in the box? Por Ross Ferguson, e Jon & The Wolf por Ryan Maples.
Em 2017, estrelou os curtas Night of Natalie, escrito e dirigido por Tori Pope; e The So Long Song, escrita e dirigida por Maria Emiko Macuaga.
Em 2018, participou do filme All The Creatures Were Stirring dirigido por David Ian McKendry e sua esposa Rebecah McKendry. No mesmo ano, ela fez parte da série The Haunting of Hill House, na qual interpretou Poppy Hill. A série foi produzida pela Netflix e dirigida por Mike Flanagan e foi baseada no romance de mesmo nome da autora americana Shirley Jackson. Além disso, ela participou da curta série de televisão Ride Sech criada por Kim Noonan e John Salcido. 
Em 2019, ela foi escalada como Silent Sarey no filme Doutor Sono, dirigido por Mike Flanagan, adaptação do romance de mesmo nome do escritor americano Stephen King. E estrelou o curta-metragem The Re-Education of Jane Brown, dirigido por M.K. McGehee. 
Em 2020, ela apareceu no filme Like a Boss dirigido por Miguel Arteta. E naquele mesmo ano, ela interpretou Perdita Willoughby na série The Haunting of Bly Manor.

## Filmografia

### Cinema
| Ano  | Título                          | Papel         |
| ---- | ------------------------------- | ------------- |
| 2011 | Absentia                        | Callie        |
| 2011 | The Family                      | Rubi          |
| 2013 | Oculus                          | Annie         |
| 2016 | The Binding                     | Sam           |
| 2016 | The Last Alleycat               | Petra         |
| 2018 | All The Creatures Were Stirring | Sasha         |
| 2018 | Rust                            | Aurora        |
| 2019 | Doutor Sono                     | Silent Sarey  |
| 2020 | Like a Boss                     | Recepcionista |

### Filmes Curtos
| Ano  | Título                         | Papel                               |
| ---- | ------------------------------ | ----------------------------------- |
| 2013 | This Is Ellen                  | Ellen                               |
| 2014 | L'agonie Pardonné              | Papel principal                     |
| 2014 | The Tokyo Princess             | A prostituta                        |
| 2014 | Tribute                        | Katie                               |
| 2014 | Entity                         | Sara                                |
| 2015 | Sleepwalker                    | Sam                                 |
| 2015 | Conventional                   | Fan Emma                            |
| 2015 | Woke Up Famous                 | Allie Davenport / Kitty Stonewaller |
| 2015 | Move Me                        | Taryn                               |
| 2016 | The Gate                       | Kate Weston                         |
| 2016 | What's in the box?             | Maddie                              |
| 2016 | Jon & The Wolf                 | Michelle Baron                      |
| 2017 | Night of Natalie               | Natalie                             |
| 2017 | The So Long Song               | Molly                               |
| 2019 | The Re-Education of Jane Brown | Jane Brown                          |

### Televisão
| Ano  | Título                     | Papel              | Notas       |
| ---- | -------------------------- | ------------------ | ----------- |
| 2008 | The Young and the Restless | Camarera           | 1 episódio  |
| 2011 | The Therapist              | Amber McGowan      | 2 episódios |
| 2014 | Masters of Sex             | Bernadette         | 2 episódio  |
| 2015 | NCIS: New Orleans          | Anne Burke         | 1 episódio  |
| 2015 | Halt and Catch Fire        | Amy                | 1 episódio  |
| 2016 | Rizzoli & Isles            | Nicole             | 2 episódios |
| 2018 | The Haunting of Hill House | Poppy Hill         | 3 episódios |
| 2018 | Ride Sesh                  | Katie              | 1 episódio  |
| 2020 | The Haunting of Bly Manor  | Perdita Willoughby | 2 episódios |

## Prêmios e indicações
| Ano  | Prêmios                                | Categoria                                                                       | Título                         | Resultado |
| ---- | -------------------------------------- | ------------------------------------------------------------------------------- | ------------------------------ | --------- |
| 2011 | Tabloid Witch Award                    | Melhor Atriz (compartilhado com Courtney Bell)                                  | Absentia                       | Venceu    |
| 2016 | Santa Monica Film Festival             | Atriz em um Papel Principal                                                     | Move Me                        | Indicado  |
| 2016 | FilmQuest                              | Melhor Atriz Coadjuvante de Filme Curto                                         | Move Me                        | Venceu    |
| 2019 | Independent Horror Movie Awards        | Melhor Atriz                                                                    | The Re-Education of Jane Brown | Venceu    |
| 2019 | Bloodstained Indie Film Festival       | Melhor Atriz                                                                    | The Re-Education of Jane Brown | Venceu    |
| 2020 | Queen Palm International Film Festival | Melhor atriz de um Filme Curto                                                  | The Re-Education of Jane Brown | Venceu    |
| 2020 | Hollywood Blood Horror Festival        | Melhor Conjunto de Atuação (compartilhado com Alexandra Henrikson y Mark Huber) | The Re-Education of Jane Brown | Venceu    |
| 2020 | Diabolical Horror Film Festival        | Melhor atriz                                                                    | The Re-Education of Jane Brown | Venceu    |